# Шарлота Амалия фон Хесен-Ванфрид
Шарлота Амалия фон Хесен-Ванфрид (на немски: Charlotte Amalie von Hessen-Wanfried; * 8 март 1679, Ванфрид; † 18 февруари 1722, Париж) от род Дом Хесен (линия Хесен-Касел-Рейнфелс), е ландграфиня от Хесен-Ванфрид и чрез женитба княгиня на Трансилвания.

## Живот
Дъщеря е на ландграф Карл фон Хесен-Ванфрид (1649 – 1711) и втората му съпруга Александрина Юлиана († 1703), дъщеря на граф Енрико фон Лайнинген-Дагсбург и вдовица на ландграф Георг III фон Хесен-Итер-Фьол.
Шарлота Амалия се омъжва на 26 септември 1694 г. в Кьолн за княз Франц II Ракоци (* 27 март 1676, † 8 април 1735) от Трансилвания, по-късният унгарски революционен водач. Тя живее с него най-вече в полския двор във Варшава и в руския в Санкт Петербург.

## Деца
- Леополд Георг (1696 – 1699)
- Йожеф Ракоци (1700 – 1738)
- Гьорги (1701 – 1752)
- Шарлота (1706 – 1706)